# Норманци
Норманци (до 1991. године Вучковац) су насељено место у саставу општине Кошка у Осјечко-барањској жупанији, Република Хрватска.

## Историја
До територијалне реорганизације у Хрватској налазили су се у саставу старе општине Нашице.

## Становништво
На попису становништва 2011. године, Норманци су имали 324 становника.

## Попис 1991.
На попису становништва 1991. године, насељено место Вучковац је имало 487 становника, следећег националног састава:
| Попис 1991.‍  | Попис 1991.‍  | Попис 1991.‍ | Попис 1991.‍ | Попис 1991.‍ |
| ------------ | ------------ | ----------- | ----------- | ----------- |
|              |              |             |             |             |
| Срби         | Срби         |             | 460         | 94,45%      |
| Хрвати       | Хрвати       |             | 17          | 3,49%       |
| Југословени  | Југословени  |             | 5           | 1,02%       |
| Словаци      | Словаци      |             | 2           | 0,41%       |
| Муслимани    | Муслимани    |             | 1           | 0,20%       |
| регион. опр. | регион. опр. |             | 1           | 0,20%       |
| непознато    | непознато    |             | 1           | 0,20%       |
| укупно: 487  |              |             |             |             |